# Goblin (banda)
Goblin es una banda de rock progresivo italiano que recibe su formación permanente y su nombre más exitoso hacia 1975. Sus orígenes se remontan a la desintegración de Il retratto di Dorian Gray hacia 1971, y los fallidos intentos de estabilizarse bajo nombres como Oliver y Cherry Five.
La banda se formó con Walter Martino (percusión), Massimo Morante (guitarras), Fabio Pignatelli (bajo) y Claudio Simonetti (piano y sintetizadores), quienes grabaron la banda sonora de la película Profondo Rosso, de Dario Argento.